# Tour Super Chapelle
La Tour Super Chapelle est un gratte-ciel parisien, situé au no 100, rue de la Chapelle.

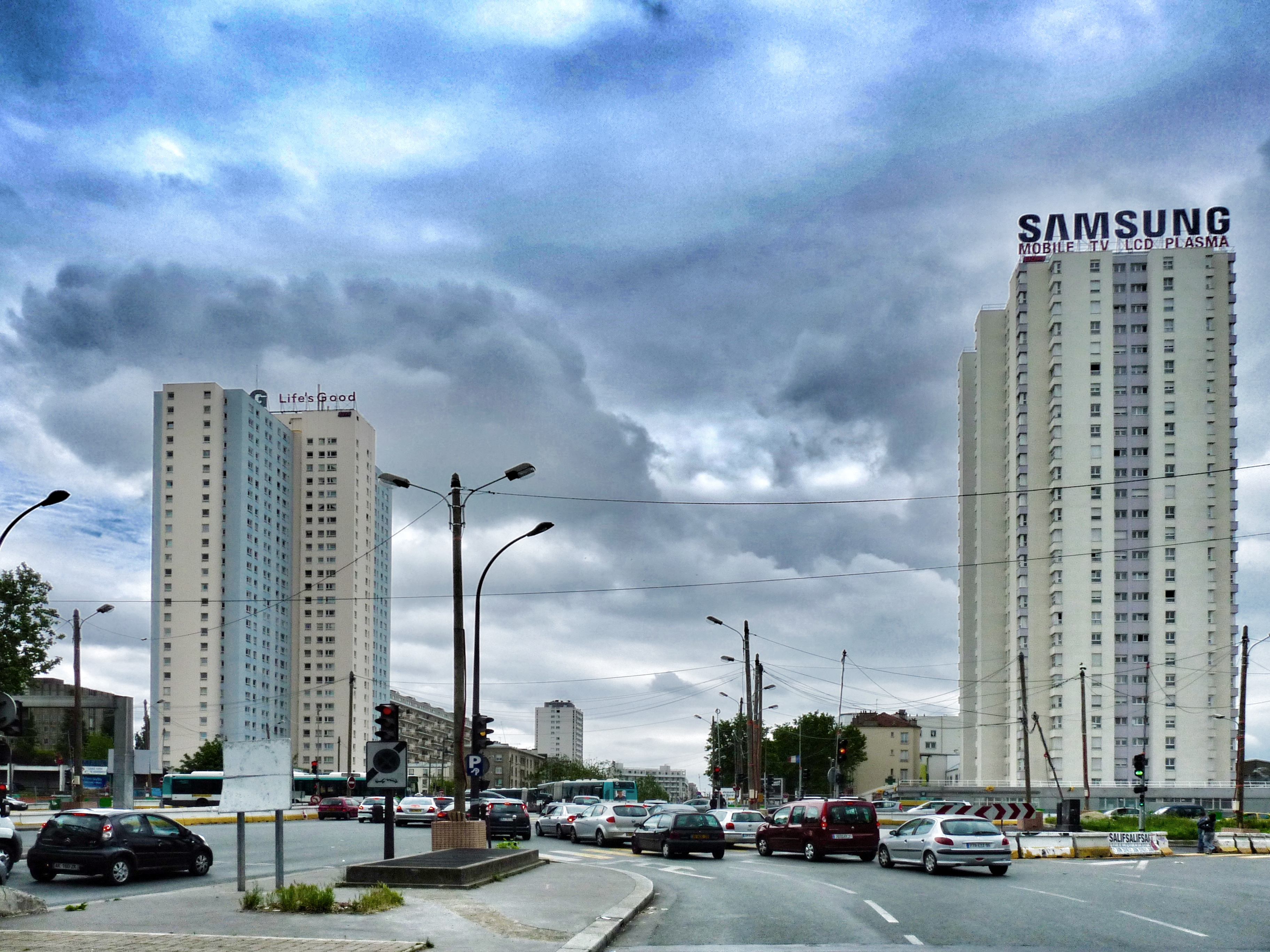
Paris, porte de la Chapelle, les tours jumelles en 2010.

 Elle se dresse en face de la Tour La Sablière, également construite par André Remondet en 1967, mais qui était initialement destinée aux agents de la SNCF. Ces deux tours sont situées de part et d'autre de la porte de la Chapelle.
En 1975, elle était gérée par l'Office central interprofessionnel du logement, qui bénéficia d'un prêt du Crédit foncier, du 1% patronal et du prêt des fonctionnaires.
Comme les autres tours du Nord-Est parisien qui sont surmontées d'affichages publicitaires lumineux, celle-ci a été surmontée du logo de Mercedes-Benz (qui fut motorisé pendant une période) puis de l'enseigne d'Agfa et celle de Canon. Cette dernière changée, la tour est aujourd'hui parfois appelée Tour LG du nom de la firme sud-coréenne LG Electronics. Le 22 décembre 2020 le logo de LG Electronics est démonté et est remplacé par le logo de la société française Fiducial. 

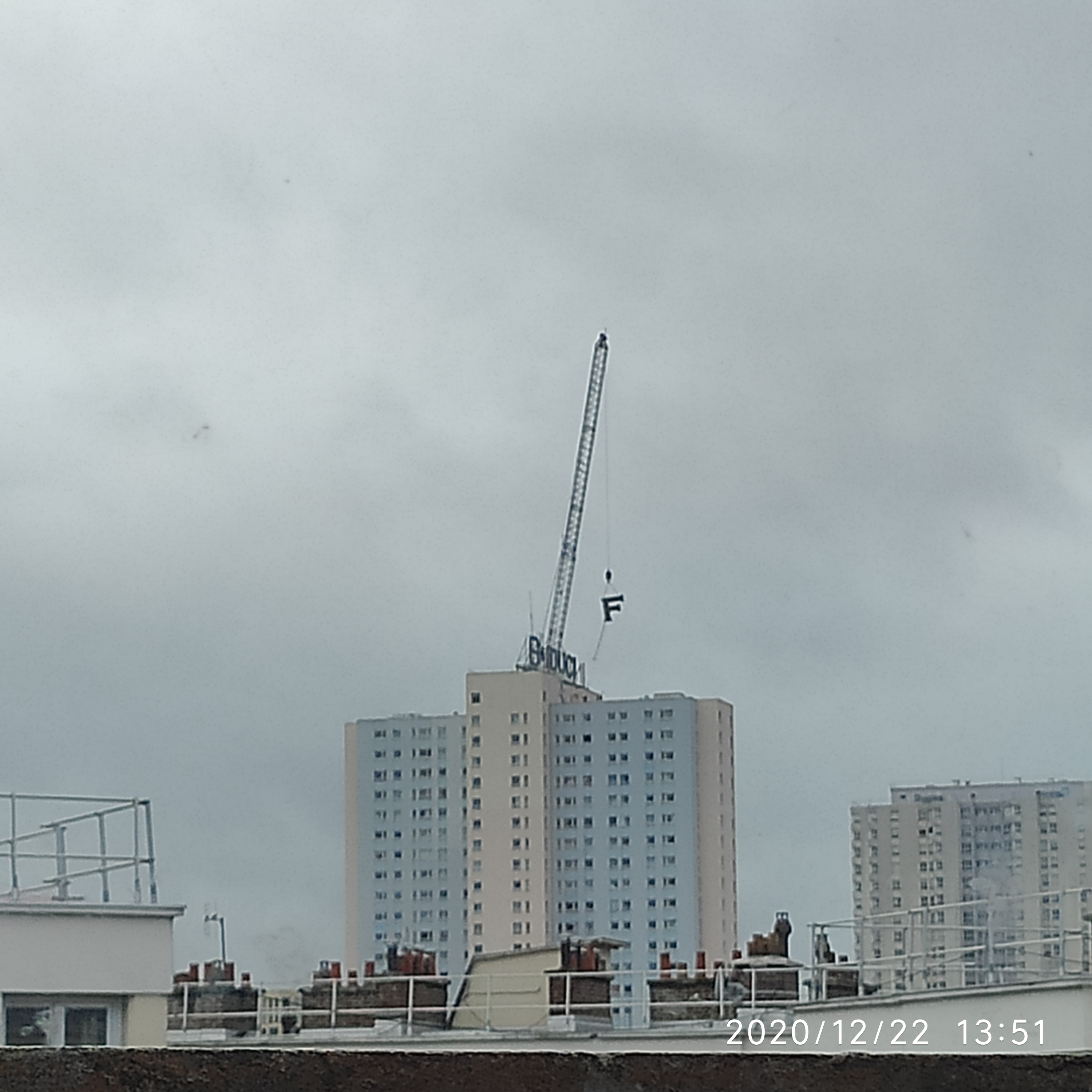
Pose du logo Fiducial au sommet de la tour vue depuis porte d'Aubervilliers.